# Championnat du Cap-Vert de football 2023
 (mars 2025).
Navigation
Saison précédente Saison suivante
La saison 2023 du Championnat du Cap-Vert de football est la quarante-deuxième édition de la première division capverdienne, le Campeonato Nacional. Après une phase régionale qualificative disputée sur chacune des neuf îles habitées de l'archipel, les onze meilleures équipes et le tenant du titre disputent le championnat national, joué en deux phases :
- une phase de poules (trois poules de quatre équipes) dont les premiers et le meilleur deuxième accèdent à la phase finale
- une phase finale à élimination directe (demi-finales et finale) en matchs aller et retour qui détermine le vainqueur du championnat

Le club de Grupo Desportivo Palmeira remporte son premier titre de champion après avoir battu en finale le tenant du titre, l'Associação Académica do Mindelo. Les deux clubs s'étaient déjà affrontés lors de la finale la saison précédente.

## Les clubs participants
- Île de Boavista :
  - Juventude Clube do Norte
- Île de Brava :
  - Sport Clube Morabeza
- Île de Fogo :
  - Vulcânicos Futebol Clube
- Île de Maio :
  - ASC Figueirense
- Île de Sal :
  - Grupo Desportivo Palmeira
- Île de Santiago :
  - Grupo Desportivo Varandinha (zone Nord)
  - Clube Desportivo Travadores (zone Sud)
- Île de Santo Antão :
  - UD Santo Crucifixo (zone Nord)
  - CF Os Sanjoanenses (zone Sud)
- Île de São Nicolau:
  - FC Belo Horizonte
- Île de São Vicente:
  - Clube Sportivo Mindelense
  - Associação Académica do Mindelo (champion en titre)

## Compétition

### Phase de poules
Le barème utilisé pour établir le classement est le suivant :
- Victoire : 3 points
- Match nul : 1 point
- Défaite, forfait ou abandon : 0 point

| Rang | Équipe                      | Pts | J | G | N | P | Bp | Bc | Diff |
| ---- | --------------------------- | --- | - | - | - | - | -- | -- | ---- |
| 1    | Clube Sportivo Mindelense   | 14  | 6 | 4 | 2 | 0 | 6  | 0  | +6   |
| 2    | Clube Desportivo Travadores | 9   | 6 | 3 | 0 | 3 | 10 | 6  | +4   |
| 3    | UD Santo Crucifixo          | 7   | 6 | 2 | 1 | 3 | 4  | 6  | -2   |
| 4    | Juventude Clube do Norte    | 4   | 6 | 1 | 1 | 4 | 4  | 12 | -8   |

| Rang | Équipe                    | Pts | J | G | N | P | Bp | Bc | Diff |
| ---- | ------------------------- | --- | - | - | - | - | -- | -- | ---- |
| 1    | Grupo Desportivo Palmeira | 12  | 6 | 4 | 0 | 2 | 10 | 6  | +4   |
| 2    | Vulcânicos Futebol Clube  | 11  | 6 | 3 | 2 | 1 | 8  | 5  | +3   |
| 3    | FC Belo Horizonte         | 5   | 6 | 1 | 2 | 3 | 5  | 10 | -5   |
| 4    | CF Os Sanjoanenses        | 5   | 6 | 1 | 2 | 3 | 7  | 9  | -2   |

| Rang | Équipe                           | Pts | J | G | N | P | Bp | Bc | Diff |
| ---- | -------------------------------- | --- | - | - | - | - | -- | -- | ---- |
| 1    | Associação Académica do MindeloT | 13  | 6 | 4 | 1 | 1 | 13 | 7  | +6   |
| 2    | Sport Clube Morabeza             | 10  | 6 | 2 | 4 | 0 | 6  | 4  | +2   |
| 3    | ASC Figueirense                  | 5   | 6 | 1 | 2 | 3 | 8  | 11 | -3   |
| 4    | Grupo Desportivo Varandinha      | 3   | 6 | 0 | 3 | 3 | 6  | 11 | -5   |

- Les trois vainqueurs de groupe et le meilleur deuxième se qualifient pour la phase finale.

### Phase finale

#### Demi-finales
| Équipe 1                        | Résultat | Équipe 2                  | Aller | Retour |
| ------------------------------- | -------- | ------------------------- | ----- | ------ |
| Associação Académica do Mindelo | 8 - 5    | Vulcânicos Futebol Clube  | 2 - 2 | 6 - 3  |
| Grupo Desportivo Palmeira       | 4 - 3    | Clube Sportivo Mindelense | 2 - 2 | 2 - 1  |

#### Finale
| 8 juillet 2023 | Grupo Desportivo Palmeira | 1 - 1 | Associação Académica do Mindelo | Estadio Municipal Dau d'Segunda, Porto Ingles |                          |
|                | Latche 89e                |       | 48e Ai                          | Arbitrage : Lenine Rocha                      | Arbitrage : Lenine Rocha |
|                | Tirs au but 7 - 6         |       |                                 | Arbitrage : Lenine Rocha                      | Arbitrage : Lenine Rocha |

## Bilan de la saison
| Championnat du Cap-Vert de football 2023 |                                       |
| Champion                                 | Grupo Desportivo Palmeira (1er titre) |
| Coupes et trophées                       |                                       |
| Vainqueur de la Coupe du Cap-Vert 2023   | Associação Académica do Mindelo       |
| Qualifications continentales             |                                       |
| Ligue des champions de la CAF 2023-2024  | Aucun                                 |
| Coupe de la confédération 2023-2024      | Aucun                                 |
| Promotions et relégations                |                                       |
| Promus en Campeonato Naçional            | Aucun                                 |
| Relégués                                 | Aucun                                 |